# Stanley Rossiter Benedict
Pour les articles homonymes, voir Benedict.
Stanley Rossiter Benedict (17 mars 1884 – 21 décembre 1936) est un chimiste américain, principalement connu pour la découverte du réactif de Benedict, une solution capable de détecter certains sucres.
Benedict est né à Cincinnati et a étudié à l'université de Cincinnati. Après un an, il est allé étudier le métabolisme et la physiologie au Department of Physiological Chemistry de Yale.